# Hermandad
Hermandad is Spaans voor broederschap, van hermano, broeder. 
De correcte Spaanse uitspraak is: ermandád: met klemtoon op de laatste lettergreep, niet uitgesproken beginletter h en nauwelijks hoorbare eindletter d.
Hermandad was vanaf de 12e eeuw de algemene naam voor een verbond van kerels die de gemeenschap beschermden.
Aanvankelijk beschermden ze vooral de pelgrims naar Santiago de Compostella. 
De bekendste broederschap werd de Santa Hermandad, een verbond van steden in geheel Castilië onder Alfons VIII. Dit verbond werd in 1496 georganiseerd als staatsorgaan waardoor een enigszins betrouwbare politiemacht tot stand kwam. Het doel was de burger te beschermen tegen mishandeling, inbraak, diefstal en verkrachting.
De term 'hermandad' wordt in Nederland gebruikt als enigszins deftige bijnaam voor de Nederlandse politie als organisatie. 

## Trivia

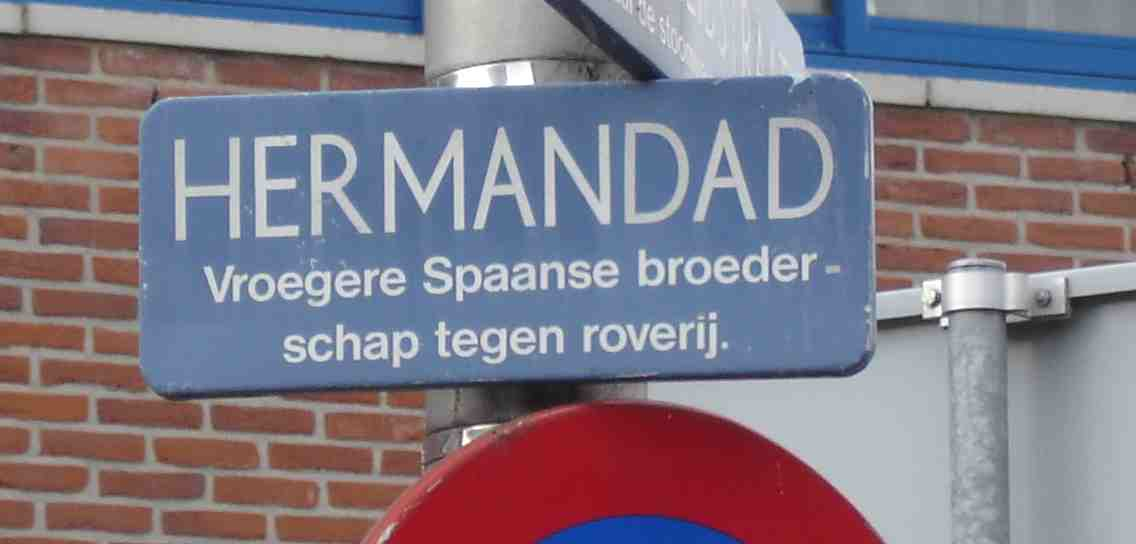
In Enschede is het plein waar het politiebureau gevestigd is, naar de hermandad genoemd.

In Enschede is het hoofdbureau van de politie gevestigd aan de Hermandad. 